# Funivia di Forsby-Köping

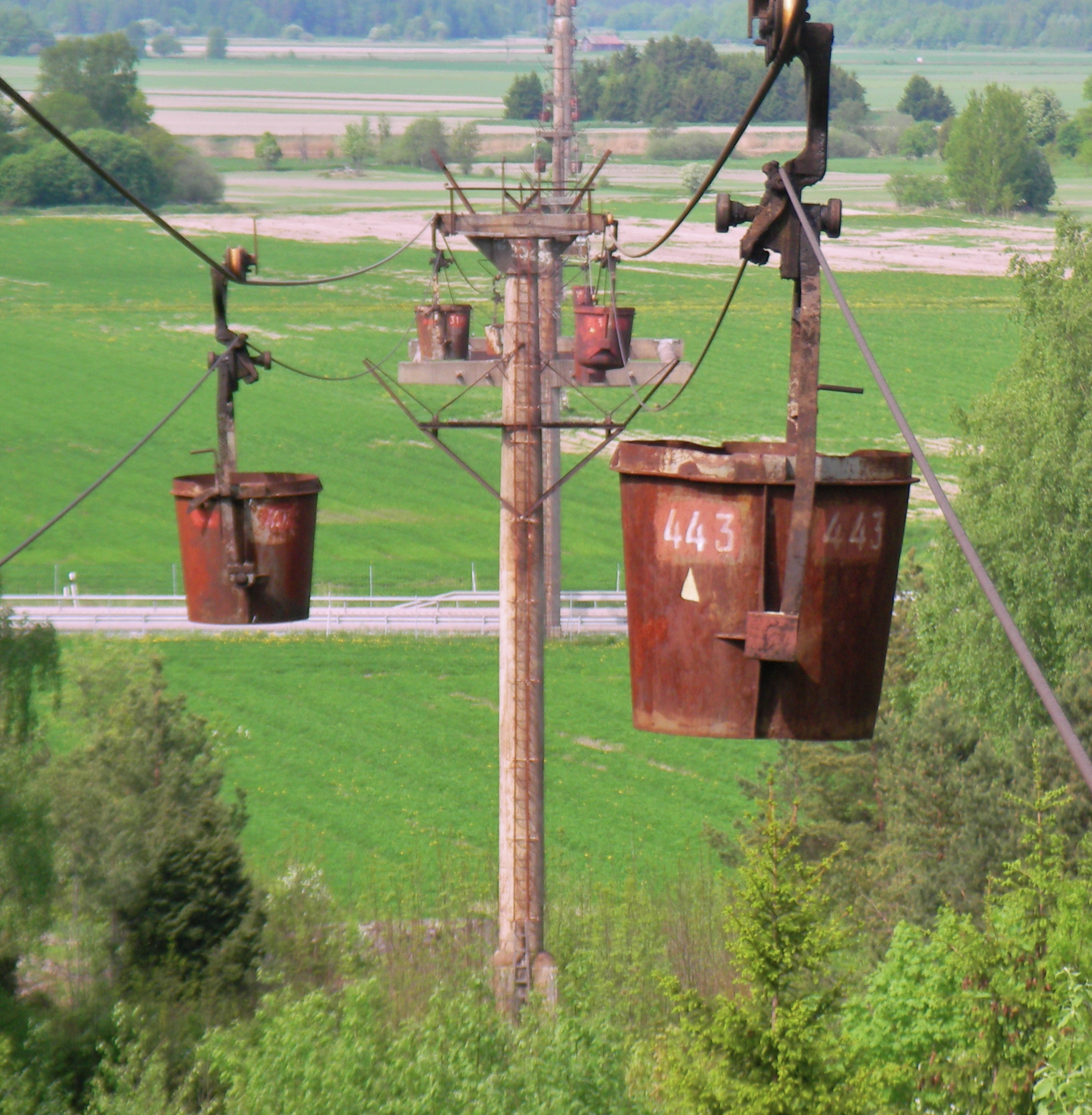
La funivia in direzione nord verso il fiume Arboga

La funivia Forsby-Köping, comunemente chiamata con il termine svedese Kalklinbanan, è una funivia aerea lunga 42 km che parte da Forsby nel comune di Vingåker verso la città industriale di Köping. La sua destinazione finale è la fabbrica del porto di Köping dove veniva prodotto cemento fino al 1978, e successivamente altri derivati calcarei. La funivia è stata la più lunga d'Europa nel momento della sua costruzione. È stata in seguito superata da alcune funivie, in particolare dalla funivia aerea di Norsjö. Questa è stata dismessa nel 1997 e quando ormai tutte le funivie industriali più lunghe erano state demolite rendendola così al momento la più lunga funivia al mondo attualmente in servizio.
Nonostante il suo affermato valore storico culturale la funivia sarà demolita a partire dal 26 giugno 2013. Il completo funzionamento della funivia verrà eseguito un'ultima volta mentre i vagoncini verranno smontati dalla linea e venduti come rottame. I cavi verranno rimossi successivamente e i pali demoliti durante l'inverno 2013/2014.

## Costruzione

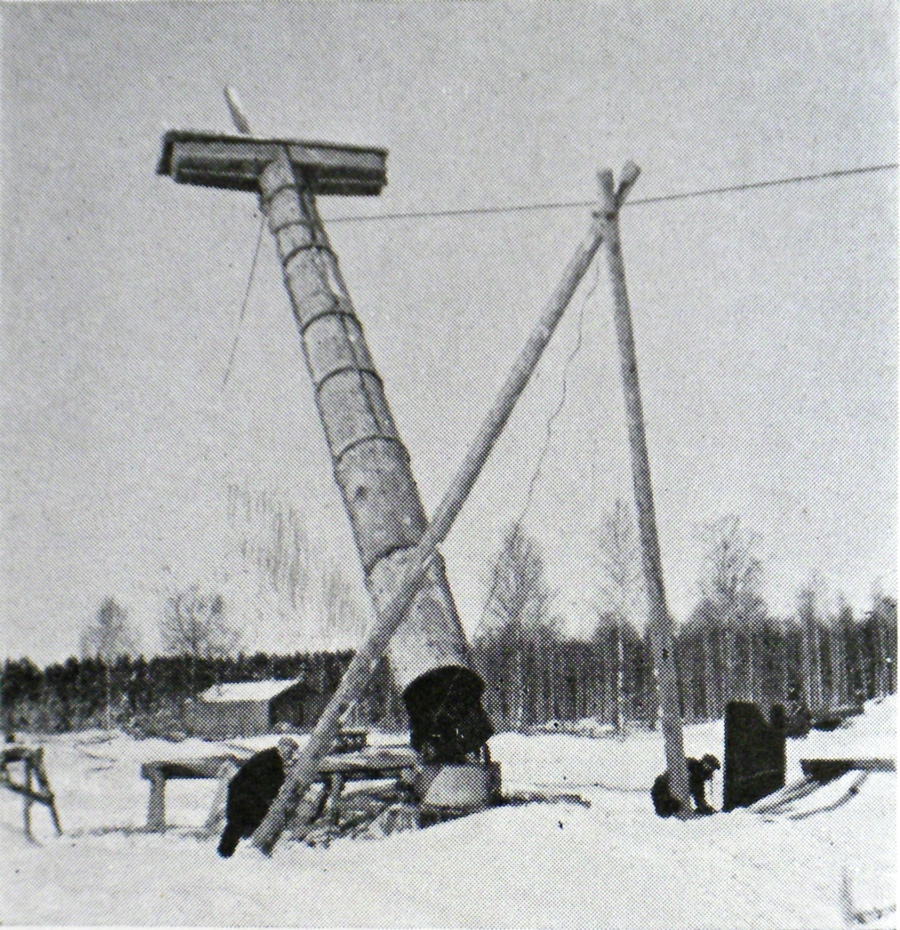
Posizionamento di un traliccio in calcestruzzo nel 1940

La funivia è stata costruita nel 1939 dalla AB Nordströms Linbanor per la Skånska Cement AB in concerto con al costruzione del suo impianti di Forsby e la fabbrica cementizia di Köping. Un team di 300 persone ha completato l'opera ad un ritmo di 2,1 km/mese. La scelta riguardo all'uso della funivia è stato determinata dopo la valutazione di diversi sistemi di trasporto, ed attenzione particolare è stata posta per evitare di interferire con il panorama circostante, in special modo con il lago Hjälmaren.
| Risorsa      | Quantità                    |
| ------------ | --------------------------- |
| Calcestruzzo | 15 000 m³                   |
| Tondini      | 1 000 tonnellate            |
| Forza lavoro | 300 persone                 |
| Ore lavoro   | 800 000                     |
| Spesa totale | 4 milioni di corone svedesi |

Il sistema è composto da tre tipi di stazioni: Stazione di alimentazione che impiega motori elettrici da 135 CV (101 kW), che danno potenza ad uno o entrambe le sezioni. Stazioni terminali a Forsby e Köping dove il calcare era caricato e scaricato ma funzionavano anche come stazioni di potenza. Le stazioni di inclinazione sono prive di motori e cambiano solamente l'inclinazione dei cavi congiungendo due sezioni alimentate dal loro corrispettivo lato opposto. Le costruzioni sono fatte con un telaio di ferro, muri di legno e tetti costruiti in fibrocemento. I cavi di traino sono in ricircolo senza fine tra le stazioni e mantengono la tensione tramite contrappesi nelle torri delle stazioni di alimentazione. Il cavo di traino più pesante è diviso in quattro parti lungo ogni sezione e connesso delle stazioni di tensione. Queste stazioni sono in confronto relativamente piccole, semplici stazioni che regolano la tensione dei cavi lungo la linea.

## Operazioni

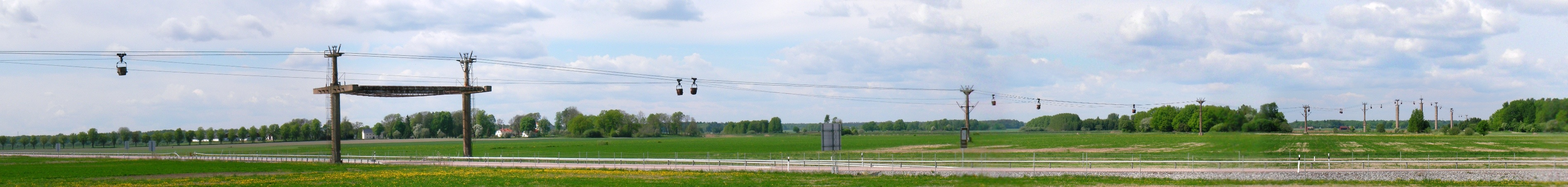
La funivia mentre attraversa la strada E20 e il fiume Arboga

Il calcare proveniente dalla cava di Forsby veniva schiacciato grossolanamente e smistato a mano. I vagoncini erano caricati automaticamente da un silo, dopo il transito da Köping i carrelli erano automaticamente scaricati, il calcare era fine e pronto per la produzione di cemento.
La linea è supportata da 235 tralicci in calcestruzzo e divisa in quattro sezioni con stazioni a Forsby e Köping così come le stazioni di inclinazione di Granhammar, Malmberga e Knotberget. Di questi tralicci, 10 sono di grandi dimensioni nei pressi dello stretto del lago Hjälmaren e del fiume Arboga, il più grande è di 45 m. Le stazioni di alimentazione sono a Köping, Malmberga e Forsby. Dodici stazioni di tensione sono presenti sulla linea e otto intersezioni stradali o ferroviarie sono protette da reti di acciaio. Il calcare era trasportato in 750 carrelli a forma di secchio ed ognuno portava 1200 kg per una portata totale di 90 tonnellate/ora.

## Dismissione
A giugno 1997 la linea è stata dismessa e il calcare di Forsby è stata da quel momento trasportato dei camion. Fino a quel momento la funivia aveva trasportato 25 milioni di tonnellate di calcare ed aveva operato per 56 anni. Questo ha reso la funivia di Forsby-Köping la più duratura tra le funivie di almeno 10 km (la seconda è la funivia di Mariquita-Manizales, che è stata in servizio per 39 anni). La funivia è stata da allora conservata come patrimonio industriale, testata ogni anno e soggetta alcune operazioni di manutenzione. Nel 2003 è stata nominata monumento industriale dell'anno da Svenska industriminnesföreningen.
Nel novembre 2009 l'attuale proprietario Nordkalk annunciò che la demolizione era stata pianificata, in seguito a tentativi falliti riguardo a un trasferimento ad un custode adatto. Nel dicembre 2011 una valutazione per la classificazione come patrimonio culturale o mondiale è stata proposta ma non è stata portata avanti fino ad inizio 2013. Nonostante questi sforzi, i lavori di demolizione sono stati presentati ai comuni interessati nel giugno 2012 e sono in programma per l'autunno.
L'International Committee for the Conservation of the Industrial – TICCIH – è stato allertato della situazione urgente e gli fu scritta una lettera aperta nel febbraio 2013 indirizzata alle organizzazioni chiave incluso il Consiglio nazionale dei beni culturali di Svezia. Questa lettera rinforza l'importanza fondamentale della funivia di Forsby-Köping come patrimonio del mondo dei trasporti, allertando le autorità coinvolte di scongiurare la demolizione e assicurare la sua conservazione.